# 買取王国
株式会社買取王国（英: KAITORI OKOKU CO.,LTD.）は愛知県名古屋市港区に本社を置く衣料、ホビーを主体とする総合リサイクルショップを運営する企業である。東京証券取引所スタンダード市場上場銘柄である（証券コードは3181）。愛知県、岐阜県、三重県、大阪府、京都府にロードサイド店舗を展開している。店舗ごとに独自色が強い。出退店の迅速さ、時代に合わせた店舗形態の創出に加え、IT投資（EC事業や店舗管理システム導入）による効率化が進んでいる。

## 沿革
- 1999年（平成11年） - 愛知県小牧市において共和商事より独立して株式会社マルスとして設立[1]。
- 2003年（平成15年） - 本社を名古屋市中川区に移転。商号を株式会社買取王国に変更[1]。
- 2004年（平成16年） - 本社を小牧市に移転。
- 2009年（平成21年） - 本社を現所在地に移転[1]。
- 2013年（平成25年）
  - 2月 - 大阪証券取引所JASDAQ（スタンダード）に上場[1]。
  - 7月 - 大阪証券取引所と東京証券取引所の市場統合により、東京証券取引所JASDAQに株式を上場[1]。
- 2024年（令和6年）8月 - 株式会社ベストバイより良品買館事業の一部およびプロエ具専門店ツールマン事業の全部を譲受[3]。

## 店舗情報
本社及びインターネット通販のECとFCは店舗数に含まれていない。

## 参考資料
- 会社四季報2014年3集夏号　第426号(東洋経済新報社)